# Kensuke Sasaki
Kensuke Sasaki (jap. 佐々木 健介, Sasaki Kensuke; * 4. August 1966 in Fukuoka, Präfektur Fukuoka) ist ein japanischer Wrestler, Promotor und ehemaliger MMA-Kämpfer. Einer der größten Erfolge seiner Karriere war der fünffache Erhalt der IWGP Heavyweight Championship.
Sasaki ist seit dem 1. Oktober 1995 mit der Wrestlerin Akira Hokuto verheiratet. Mit dieser gründete er 2005 die Promotion Kensuke Office Pro-Wrestling (nun Diamond Ring).

## Karriere

### Anfänge
Sasaki wurde von Riki Choshu trainiert. Am 16. Februar 1986 debütierte Sasaki bei Japan Pro Wrestling (der Promotion von Riki Choshu).

### New Japan Pro-Wrestling(1987–2002) /Nordamerika/Europa
Im Juni 1987 kam Sasaki zu New Japan Pro Wrestling (NJPW). Von 1988 bis 1990 trat er in Kanada (STAMPEDE Wrestling) und den USA auf. In den USA trat er bei World Wrestling Council auf, wo er am 14. Januar 1989 seinen ersten Titel, die WWC Caribbean Tag Team Championship, mit Mr. Pogo gewann. 1989 trat er in Europa, in der Catch Wrestling Association auf.
Am 1. November 1990 gewann Sasaki, bei NJPW, mit Hiroshi Hase die IWGP Tag Team Championship. Den Titel gaben sie an Hiro Saito und Super Strong Machine ab. Von diesen gewannen Sasaki und Hase, am 6. März 1991, die Titel zurück. Am 21. März gaben sie den Titel an The Steiner Brothers (Rick und Scott Steiner) ab.
Von 1992 bis 1996 trat Sasaki mehrfach bei World Championship Wrestling (WCW) auf.
Ende 1992 bildete er, als Power Warrior, mit Road Warrior Hawk das Tag Team The Hell Raisers. Mit Road Warrior Hawk gewann Sasaki zwei Mal die IWGP Tag Team Championship.
Am 13. November 1995 gewann Sasaki die WCW United States Heavyweight Championship von Sting. Den Titel gab er an One Man Gang ab.
1996 trat Sasaki kurzzeitig wieder als Power Warrior, gemeinsam mit The Road Warriors, auf.
Am 31. August 1997 gewann er die IWGP Heavyweight Championship von Shinya Hashimoto. Den Titel gab er an Tatsumi Fujinami ab.
1997 und 2000 konnte Sasaki das G1 Climax-Turnier für sich entscheiden.
Am 4. Januar 2000 gewann Sasaki die IWGP Heavyweight Championship zum zweiten Mal. Bis ins Jahr 2004 gewann er den Titel weitere drei Male.

### Fighting World of Japan Pro Wrestling (2003)
Im Jahr 2003 ging Sasaki zu Fighting World of Japan Pro Wrestling (WJ). Die Promotion wurde von seinem ersten Trainer Riki Choshu gegründet. Bei WJ gewann Sasaki die WMG Heavyweight Championship.

### New Japan Pro-Wrestling(2004–2005)
Ende 2003 verließ Sasaki Fighting World of Japan Pro Wrestling wieder und kehrte zu New Japan Pro Wrestling zurück. Am 12. März 2004 gewann er die IWGP Heavyweight Championship. Den Titel gab er bereits nach 16 Tagen, am 28. März, an Bob Sapp ab. Bei NJPW fehdete Sasaki gegen Yuji Nagata.
Sasaki gründete 2004 das Stable Kensuke Office.

### All Japan Pro Wrestling(2005–2008)
Im März 2005 verließ Sasaki New Japan Pro Wrestling und unterschrieb einen Vertrag bei All Japan Pro Wrestling (AJPW).
Am 20. April konnte Sasaki den Champion Carnival gewinnen. Bei AJPW bildete er mit Katsuhiko Nakajima (ein Mitglied des Stable Kensuke Office) ein Tag Team. Zusammen gewannen sie am 26. Juli 2005 die All Asia Tag Team Championship. Im Juli verletzte Sasaki sich am Auge und der Titel wurde für vakant erklärt.
Am 26. August 2007 gewann er die AJPW Triple Crown Heavyweight Championship von Minoru Suzuki. Den Titel gab er, am 29. April 2008, an Suwama ab.

### Pro Wrestling NOAH(2008–heute)
Im Juni 2008 verließ Sasaki APJW und unterschrieb im Juli einen Vertrag mit Pro Wrestling NOAH. Dort gewannen er am 6. September die GHC Heavyweight Championship. Den Titel gab er am 1. März 2009 an Jun Akiyama ab. Im September bildete Sasaki mit Takeshi Morishima ein Tag Team. Mit Morishima gewann er am 21. September die GHC Tag Team Championship. Den Titel gaben sie nach 76 Tagen, am 6. Dezember, an Mohammed Yone und Takeshi Rikio ab.

## Kensuke Office Pro-Wrestling/Diamond Ring
2005 gründete Sasaki mit seiner Frau Akira Hokuto Kensuke Office Pro-Wrestling. Anfangs eine Agentur, stellt man ab 2007 eigene Shows auf die Beine. Da Sasaki (größtenteils) bei Pro Wrestling NOAH auftritt, arbeitet man eng mit diesen zusammen.
Anfang 2012 wurde „Kensuke Office Pro-Wrestling“ in „Diamond Ring“ umbenannt. Die Trainingsschule von Sasaki wird jedoch weiterhin den Namen „Kensuke Office“ tragen.

## MMA(2001–2003)
Bereits 2001 bestritt Sasaki einen MMA-Kampf. Im September 2002 verließ er New Japan Pro Wrestling und trainierte für seine MMA-Karriere. Nach einem weiteren Kampf im Jahr 2003 beendete er seine MMA-Karriere und widmete sich wieder seiner Wrestling-Karriere.

### MMA-Statistik
| Ergebnis | Gegner             | Siegart                    | Veranstaltung                | Datum             |
| -------- | ------------------ | -------------------------- | ---------------------------- | ----------------- |
| Sieg     | Christian Wellisch | Aufgabe (Guillotine Choke) | X1                           | 6. September 2003 |
| Sieg     | Dan Chase          | Aufgabe (Armbar)           | GC 5 - Rumble in the Rockies | 19. August 2001   |

## Erfolge

### Titel
- New Japan Pro-Wrestling

- 5× IWGP Heavyweight Champion
- 7× IWGP Tag Team Champion je 2× mit Hiroshi Hase und Hawk Warrior, je 1× mit Riki Choshu, Kazuo Yamazaki und Shiro Koshinaka

- Pro Wrestling NOAH

- 1× GHC Heavyweight Champion
- 1× GHC Tag Team Champion mit Takeshi Morishima

- All Japan Pro Wrestling

- 1× AJPW Triple Crown Heavyweight Champion
- 1× All Asia Tag Team Champion mit Katsuhiko Nakajima

- World Championship Wrestling

- 1× WCW United States Heavyweight Champion

- World Wrestling Council

- 2× WWC Caribbean Tag Team Champion mit Mr. Pogo

- STAMPEDE Wrestling

- 1× STAMPEDE International Tag Team Champion mit Sumu Hara

- Michinoku Pro Wrestling

- 1× MPW Tohoku Tag Team Champion mit Katsuhiko Nakajima

- Fighting World of Japan Pro Wrestling

- 1× WMG Heavyweight Champion

- Hawai'i Championship Wrestling

- 1× HCW Kamehameha Heritage Champion
- 2× HCW Kekaulike Heritage Tag Team Champion mit Kenjiro Katahira

### Auszeichnungen
- Wrestling Observer
  - Match Of The Year (1991)

- Tokyo Sport Awards
  - Wrestler Of The Year (2004)
  - Performance Award (2008)